# Tratado de Butre
El Tratado de Butre entre las Provincias Unidas de los Países Bajos y Ahanta fue firmado en Butre, Costa de Oro neerlandesa, el 27 de agosto de 1656. El tratado regulaba la jurisdicción de los Países Bajos y la Compañía Neerlandesa de las Indias Occidentales sobre el pueblo de Butre y la región aledaña de Ahanta Septentrional, creando un protectorado neerlandés en el área. El tratado se mantuvo en efecto hasta la partida de los Países Bajos de la Costa de Oro en abril de 1872.

## Antecedentes
La nación de Ahanta, ubicada en lo que hoy en día es la Región Occidental de la República de Ghana, representaba a un poder regional en la forma de una confederación de cacicazgos que habían entrado en contacto con las naciones europeas que se habían asentado en la Costa de Oro para realizar comercio.
A mediados del siglo diecisiete los dos competidores europeos en el área eran la Compañía Neerlandesa de las Indias Occidentales y la Compañía Sueca de África. Los neerlandeses habían estado activos en Athana y se habían asentado en la región aledaña de Axim desde 1642, y los suecos habían establecido un puesto de comercio desde Butre en 1650. Los poderes europeos se aliaron con los estados africanos y los jefes tribales para ganar un dominio sostenible en el área.
Con la intención de desplazar a los suecos de Butre, los neerlandeses realizaron varias alianzas estratégicas con los cacicazgos de Ahanta y el estado de Encasser, una entidad política de la que se conoce muy poco.
Luego de que los neerlandeses expulsaron a los suecos de Butre, el director general de la Compañía Neerlandesa de las Indias Occidentales, con sus oficinas centrales en San Jorge de la Mina en el centro de la Costa de Oro, decidieron que sería beneficioso negociar un tratado con los líderes políticos locales para poder establecer una relación pacífica a largo plazo. Los líderes de Ahanta encontraron que también era beneficioso para ellos firmar este acuerdo. El tratado de 1656 marcó el paso definitivo de la jursidicción del área a manos europeas en la zona hasta 1872.
El tratado y las condiciones del protectorado resultaron ser muy estables, en parte muy probablemente porque los neerlandeses nunca tuvieron intenciones de interferir en los asuntos de los estados Ahanta, con la excepción del pueblo de Butre, en donde construyeron un fuerte (Fuerte Batenstein). El tratado puede ser interpretado como un tratado de amistad y cooperación, en lugar de un tratado para el establecimiento de un protectorado neerlandés. Los neerlandeses trabajaron muy de cerca con el cacique local, el cual era el segundo en la línea de liderazgo político del que más tarde se conocería como el Reino de Ahanta y tenía su capital en el pueblo costero de Busua.
En 1837 el rey de Ahanta, Baidoo Bonsoe II, se rebeló contra el gobierno neerlandés y mató a varios oficiales, incluyendo al gobernador que en ese entonces era Hendrik Tonneboeijer. El gobierno neerlandés utilizó el tratado como la base para una acción militar, enviando así una fuerza expedicionaria a Ahanta. El rey Baidoo Bonsoe II murió en la guerra resultante. Los neerlandeses reorganizaron el estado de Ahanta luego de la rebelión, nombrando al cacique de Butre como regente, manteniendo al país bajo un minucioso control con una mayor presencia militar y civil.
Cuando los neerlandeses transfirieron sus posesiones en la Costa de Oro a los británicos el 6 de abril de 1872, el tratado de 1656 aún se encontraba vigente, habiendo regulado las relaciones entre los Países Bajos y el pueblo de Ahanta por más de 213 años. El tratado es uno de los más antiguos y que más tiempo se mantuvieron en funcionamiento entre un estado africano y un estado europeo.
Al tomar posesión de la colonia neerlandesa, los británicos asumieron todas sus obligaciones legales, incluyendo los tratados y contratos existentes. Luego de la transferencia, los británicos comenzaron a desarrollar sus propias políticas para sus, ahora unificadas, posesiones de la Costa Dorada. Ahanta se resistió al poder británico, llevando a que la Royal Navy bombardee Butre en 1873 para someterlos políticamente. En 1874 el Reino Unido declaró a toda la Costa del Oro -incluyendo a Ahanta- una colonia de la corona, de jure y de facto concluyendo así todas las obligaciones legales y diplomáticas anteriores.

## Contenido

### Título
El título del tratado es "Dedicación de Ahanta Septentrional y Butre" (en neerlandés: Opdracht van Hooghanta ende Boutry), el cual inmediatamente indica la naturaleza del contrato, que es el establecimiento de un protectorado.

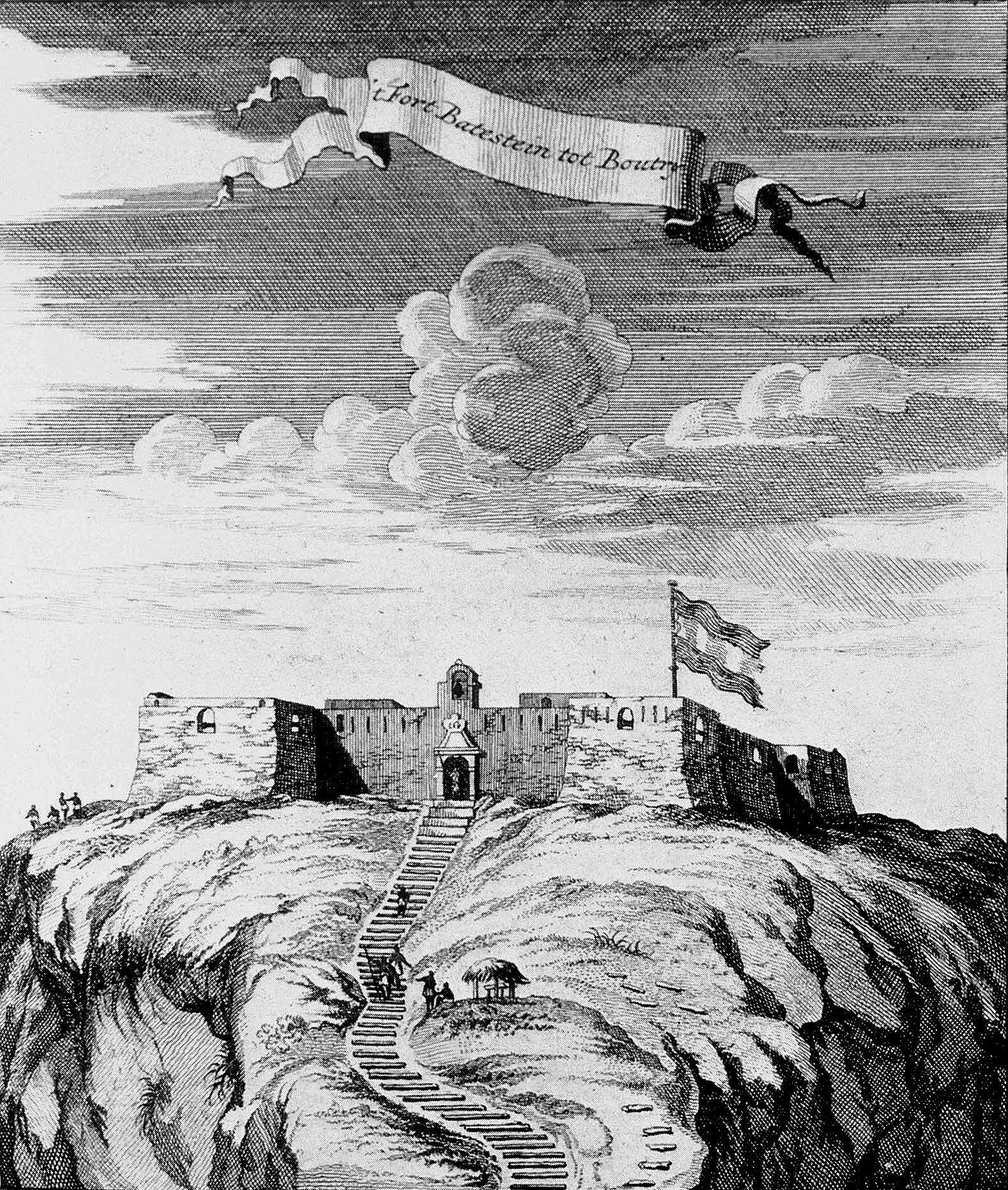
Fuerte Batenstein en Butre, cuartel general neerlandés en Ahanta (Costa de Oro neerlandesa). Litografía de 1709

### Lugar y fecha
El tratado fue firmado por las delegaciones ahanta y neerlandesa en Butre el 27 de agosto de 1656 y se hizo efectivo en forma inmediata.

### Partes firmantes
Las partes firmantes en el lado neerlandés eran: La Compañía Neerlandesa de las Indias Occidentales, en nombre de lla misma, y a través de su director general en representación de los Estados Generales de los Países Bajos, el poder soberano del país, en nombre de las Provincias Unidas. Los signatarios fueron Eduard Man, fiscal, y Adriaan Hoogenhouck, comisionado al servicio de la Compañía Neerlandesa de las Indias Occidentales.
Por parte del pueblo Ahanta, las partes eran Cubiesang, Aloiny, Ampatee y Maniboy, los "caciques del estado Anta". También fueron los signatarios del tratado, junto com Ladrou, Azizon, Guary, y Acha. Harman van Saccondé, Menemé y Rochia, "capitán de Butre" son mencionados como signatarios adicionales en el tratado, y ratificaron el mismo, junto con Tanoe.

### Condiciones
Siendo una dedicación, el tratado es bastante unilateral en cuanto a sus términos. Los Ahanta declararon que debido las buenas relaciones que se habían forjado entre el gobierno neerlandés y el pueblo vecino de Axim, y debido a las adversas circunstancias creadas por la guerra con Encasser, se decidió invitar al director general neerlandés en Elmina a que visite Butre y "acepte tomar posesión de lo que se le había ofrecido". Ahanta se puso bajo la protección tanto de los Estados Generales de los Países Bajos como de la Compañía Neerlandesa de las Indias Occidentales. Esto se hizo con la condición de que los neerlandeses fortifiquen y defiendan los lugares que estaban bajo su protección, y mantengan a Ahanta alejada del peligro de cualquier guerra.